# Maximilian Kaller
Maximilian Kaller (ur. 10 października 1880 w Bytomiu, zm. 7 lipca 1947 we Frankfurcie nad Menem) – niemiecki duchowny rzymskokatolicki, biskup diecezjalny warmiński w latach 1930–1947, administrator apostolski prałatury Kłajpedy w latach 1939–1947.

## Życiorys
Święcenia kapłańskie przyjął w 1903 we Wrocławiu. Pracował jako duszpasterz w Strzelcach Opolskich, od 1906 był administratorem parafii, a później proboszczem w Bergen (Rugia), a od 1917 proboszczem parafii św. Mikołaja w Berlinie. Od 1926 sprawował funkcję administratora apostolskiego prałatury w Pile.
2 września 1930 roku został mianowany biskupem warmińskim (po uprzednim wyborze przez kapitułę warmińską 23 lipca). Sakrę biskupią przyjął 28 października w Pile z rąk nuncjusza apostolskiego Cesare Orsenigo. Rządy w diecezji objął 18 października 1930. Prowadził ożywioną działalność duszpasterską, przeprowadził synod diecezjalny (1932), dbał o rozwój kultu maryjnego oraz apostolstwa świeckich, szczególnie w ramach Akcji Katolickiej i Caritasu. Dostrzegał potrzeby duszpasterskie ludności polskiej. Z jego inicjatywy powstało nowe seminarium duchowne w Braniewie (wkrótce zniszczone w okresie działań wojennych).
10 czerwca 1939 mianowany został dodatkowo administratorem apostolskim prałatury w Kłajpedzie.
7 lutego 1945 gestapo wywiozło biskupa do Gdańska, a następnie w głąb Niemiec. Po zakończeniu wojny powrócił (między 8 a 10 sierpnia 1945) do diecezji. Planował przenieść siedzibę diecezji do Olsztyna. Decyzję o jego wysiedleniu podjął 13 sierpnia 1945 Okręgowy Polski Komitet Narodowościowy w Olsztynie. 16 sierpnia 1945 po rozmowie z prymasem Polski kardynałem Augustem Hlondem, posiadającym specjalne pełnomocnictwa papieskie, zrezygnował z diecezji, zatrzymując tytuł biskupa warmińskiego. Wyjechał do Niemiec; w 1946 papież Pius XII mianował go specjalnym doradcą do spraw wysiedleńców. Zmarł na atak serca 7 lipca we Frankfurcie nad Menem, pochowano go 10 lipca w Königstein im Taunus.
Po śmierci biskupa Kallera tron biskupi pozostawał przez długie lata nieobsadzony. Zarówno w Polsce, jak i w Niemczech rezydowali wikariusze kapitulni; aż do 1972 wikariusz w Niemczech w oficjalnych rocznikach Watykanu Annuario Pontificio figurował jako biskup warmiński, zaś wikariusze i biskupi w Polsce nosili tytuł biskupa w Olsztynie. Pierwszym pełnoprawnym ordynariuszem powojennym został Józef Drzazga w roku 1972.